# My Life (Billy Joel)
My Life is een nummer van de Amerikaanse muzikant Billy Joel. Het is de eerste single van zijn zesde studioalbum 52nd Street uit 1978. Op 28 oktober dat jaar werd het nummer eerst in de VS en Canada op single uitgebracht. Op 10 november volgden Europa, Australië, Nieuw-Zeeland en Japan.

## Achtergrond
"My Life" kent een vrolijk geluid, en gaat over een man die zijn vrouw zat is en op eigen benen wil staan. Chicago-leden Peter Cetera en Donnie Dacus verzorgden de achtergrondvocalen op de plaat.
De plaat leverde Joel in diverse landen een grote hit op. Zo bereikte de plaat in thuisland de VS de 3e positie in de Billboard Hot 100. In Canada werd de 3e positie behaald, in Australië de 6e, Nieuw-Zeeland de 6e, Japan de 37e, Zuid-Afrika de 2e, Rhodesië de nummer 1-positie, Ierland de 3e en in het Verenigd Koninkrijk de 12e positie in de UK Singles Chart.
In Nederland werd de plaat regelmatig gedraaid op de publieke radiozenders en werd een radiohit in de destijds drie landelijke hitlijsten. 
In de Nederlandse Top 40 kwam de plaat tot de 23e positie en in zowel de Nationale Hitparade als in de op donderdag 1 juni 1978 gestarte TROS Top 50 de 22e positie. In de Europese hitlijst, de TROS Europarade, werd de 8e positie bereikt.
In België bereikte de plaat de 27e positie in de voorloper van de Vlaamse Ultratop 50 en de 19e positie in de Vlaamse Radio 2 Top 30. In Wallonië werd geen notering behaald.
De plaat werd gebruikt als de beginmelodie van de Amerikaanse sitcom Bosom Buddies. De versie die voor deze serie gebruikt werd, is echter door iemand anders gezongen dan door Joel.

## NPO Radio 2 Top 2000
| Nummer met noteringen in de NPO Radio 2 Top 2000 | '99  | '00 | '01  |
| ------------------------------------------------ | ---- | --- | ---- |
| My Life                                          | 1446 | -   | 1138 |

1. ↑  Een '-' betekent dat het nummer niet was genoteerd en een vetgedrukt getal geeft de hoogste notering aan.
2. ↑  Deze tabel is bijgewerkt tot en met de laatste editie (2024).